# قصبة شراعة
قصبة شرّاعة قصبة غير مكتملة بمنطقة شراعة بمدينة بركان. ورد أنها بنيت سنة  1679م بأمر من السلطان المولى إسماعيل، الذي أمر «أن تبنى قلعة ...بطرف بلادهم (بني يزناسن) على ملوية».[1]وتنطبق هذه الإشارة الأخيرة بشكل جيد على قصبة شراعة.
وكان المولى الحسن الأول قد أصدر سنة 1890 تعليماته إلى الحاج محمد الصغير (من أولاد البشير أومسعود أحد قياد بني يزناسن، كان وقتها قائدا لبني وريمش) بأن يعيد بنائها .فشرع في الأعمال، لكن بني وريمش رفضوا المساهمة في الصائر فأوقفت الأشغال. ولم تكن الأسوار ارتفعت إلا نحو قامة رجل.